# Łazar Bierienzon
Łazar Izrailewicz Bierenzon (ros. Лазарь Израилевич Берензон, ur. 31 lipca?/12 sierpnia 1898, zm. 1956 w Moskwie) – funkcjonariusz radzieckich organów bezpieczeństwa, generał major.

## Życiorys
Urodził się w mieszczańskiej rodzinie żydowskiej. Po ukończeniu gimnazjum studiował na Wydziale Prawnym Uniwersytetu Moskiewskiego, od 25 kwietnia 1918 pracował jako księgowy-referent w NKWD RFSRR, od 1 czerwca do 1 września 1919 był kierownikiem oddziału Wydziału Finansowego NKWD RFSRR, później kierownikiem pododdziału kosztorysowego Wydziału Finansowego NKWD RFSRR. W 1920 inspektor ds. zagadnień operacyjno-finansowych NKWD RFSRR, 1921-1922 zastępca szefa Wydziału Finansowego NKWD RFSRR, równocześnie od 28 lipca 1921 do 10 lipca 1934 szef Wydziału Finansowego Czeki/OGPU ZSRR. Od 27 sierpnia 1923 do grudnia 1930 szef Wydziału Finansowego NKWD RFSRR, od 10 lipca 1934 do 9 lutego 1938 szef Wydziału Finansowego NKWD ZSRR, od 15 maja 1936 w randze intendenta dywizjonowego. Od 9 lutego 1938 do 26 lutego 1941 szef Centralnego Wydziału Finansowo-Planowego NKWD ZSRR, od 19 sierpnia 1940 do 1941 zastępca szefa Gułagu NKWD ZSRR, od 26 lutego 1941 do kwietnia 1943 ponownie szef Centralnego Wydziału Finansowo-Planowego NKWD ZSRR, od 22 lutego 1943 generał major służby intendenckiej, od kwietnia 1943 do 14 marca 1946 szef Centralnego Wydziału Finansowego NKWD ZSRR.

## Odznaczenia
- Order Lenina (20 lutego 1945)
- Order Czerwonego Sztandaru (3 listopada 1944)
- Order Czerwonego Sztandaru Pracy (23 lutego 1945)
- Order Czerwonej Gwiazdy (4 sierpnia 1933)
- Odznaka "Honorowy Funkcjonariusz Milicji Robotniczo-Chłopskiej" (27 lutego 1933)